# 33 Pułk Zmechanizowany (III RP)
33 Pułk Zmechanizowany – dawny oddział zmechanizowany Sił Zbrojnych RP okresu transformacji ustrojowej.

## Pułk zmechanizowany w Nysie
W IV kwartale 1956 33 Nyski Pułk Piechoty w Nysie przeformowany został w 33 Nyski pułk zmechanizowany. Równocześnie 7 Łużycka Dywizja Piechoty, w skład której wchodził 33 pp., przeformowana została na etat dywizji zmechanizowanej typu „B” i  przemianowana na 2 Warszawską Dywizję Zmechanizowaną.
W 1989 rozformowana została 2 DZ. wraz z podporządkowanymi jednostkami, w tym 33 pz. Na bazie 2 DZ. zorganizowana została 2 Baza Materiałowo-Techniczna, a w miejsce 33 pz - 33 Ośrodek Materiałowo-Techniczny.

## Pułk zmechanizowany w Budowie
29 stycznia 1990  szef Głównego Zarządu Wychowania WP wydał wytyczne Nr 5 w sprawie dziedziczenia tradycji jednostek Warszawskiej Dywizji Zmechanizowanej przez jednostki wojskowe rozformowanej 20 Dywizji Pancernej. Zgodnie z tym dokumentem stacjonująca na Pomorzu Zachodnim 20 Warszawska Dywizja Pancerna im. Marszałka Konstantego Rokossowskiego przeformowana została i przemianowana na 2 Warszawską Dywizję Zmechanizowaną.
68 pułk czołgów średnich stacjonujący w Budowie i wchodzący w skład 20 DPanc, przeformowany został i przemianowany na 33 pułk zmechanizowany.
W 1995 roku na bazie 33 pz sformowana została 12 Złocieniecka Brygada Kawalerii Pancernej im. gen. Ludwika Kmicic-Skrzyńskiego. 
W 2001 roku rozformowana została 12 BKPanc, a jej koszary zajęła 2 Brygada Zmechanizowana Legionów z Wałcza.

### Tradycje
11 listopada 1992 roku 33 pz przyjął dziedzictwo tradycji:
- batalionów strzelców celnych Ziemi Wiskiej i Nurskiej (1794)
- batalionu ochotników łomżyńskich (1794)
- Gwardii Narodowej Łomżyńskiej (1807-1813)
- batalionu Strzelców Celnych Kurpiów (1830-1831)
- Polskiej Organizacji Wojskowej Ziemi Łomżyńskiej (1915-1918)
- 33 pułku piechoty (1918-1944)

## Żołnierze pułku w Budowie
Dowódcy pułku
- ppłk Zdzisław Goral (1989-1990)
- mjr Ryszard Chwastek (1990-1993)
- ppłk Antoni Słomiński (1993-1995)

Oficerowie pułku
- Waldemar Skrzypczak

## Organizacja pułku na początku lat 90.

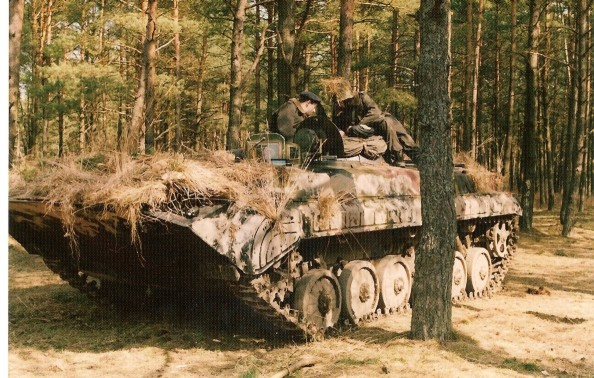
Podstawowy wóz bojowy pułku -(BWP-1)

- Dowództwo i sztab;
- kompania łączności;
- pluton regulacji ruchu;
- 2 bataliony zmechanizowane;
- 2 bataliony czołgów;
- dywizjon artylerii samobieżnej;
- dywizjon przeciwlotniczy;
- bateria przeciwpancerna;
- kompania saperów;
- kompania rozpoznawcza;
- kompania zaopatrzenia;
- kompania remontowa;
- kompania medyczna;
- pluton chemiczny.